# Alojzy Twardecki
Alojzy Twardecki (Alfred Hartmann) (ur. 23 marca 1938 w Rogoźnie, zm. 27 września 2016 w Warszawie) – polski tłumacz, nauczyciel akademicki i strażak w stopniu młodszego brygadiera. Był jednym z ponad 200 tysięcy polskich dzieci wywiezionych do Niemiec i poddanych germanizacji w jednym z ośrodków Lebensborn.

## Wywóz do Niemiec
Urodził się w 1938 w Rogoźnie, w starej rodzinie szlacheckiej (na chrzcinach obecny był marszałek Rydz-Śmigły). Jego ojciec, Leon Władysław Twardecki – oficer ułanów – wziął udział w kampanii wrześniowej w 1939 roku i zaginął bez wieści. 27 września 1943 Alojzy został odebrany matce wraz ze swoim kuzynem, Leonem i przewieziony do domu dziecka do Kalisza, gdzie zmieniono mu nazwisko na Alfred Hartmann, a następnie do Bad Tölz, gdzie został przysposobiony przez niemiecką rodzinę Binderberger z Koblencji. W wyniku wychowywania przez nich zaczął się identyfikować z narodem niemieckim. Wpojono mu wiarę, że to Polacy wywołali II wojnę światową.

## Poszukiwania i powrót do Polski
Matka chłopca, Małgorzata Ratajczak (wyszła powtórnie za mąż w 1952 za Jana Ratajczaka) w 1948 rozpoczęła poszukiwania swojego syna. Zwróciła się o pomoc do Polskiego, Międzynarodowego oraz Szwajcarskiego Czerwonego Krzyża. Dzięki pomocy francuskiego generała Koeniga oraz Polskiej Misji Wojskowej w Berlinie Zachodnim wpadła na trop zaginionego dziecka i w 1949 Przedstawiciel Polskiej Misji Wojskowej z Berlina odwiedził chłopca w Koblencji.
Alojzy całą sprawę uważał za nieporozumienie i w 1954 postanowił pojechać do Polski, żeby je ostatecznie wyjaśnić. Tam spotkał się ze swoją biologiczną matką, ale nie mógł uwierzyć w jej słowa. Kiedy opowiadała mu o prześladowaniach Polaków przez Niemców, o obozach koncentracyjnych i innych okrucieństwach II wojny światowej zaprzeczał powołując się na niemieckie gazety, które pisały o mordach dokonywanych przez Polaków na Niemcach. „Słuchałem historii o heroicznych zmaganiach uczestników powstania warszawskiego, o bohaterstwie dzieci Warszawy, o Armii Krajowej, zamachu na Kutscherę i Cafe-Club, o potężnym ruchu partyzanckim... i traciłem poczucie rzeczywistości. Przecież nic o tym nie wiadomo w Niemczech. Polacy nie mają przecież zmysłu organizacyjnego, jak oni to zrobili? Niewiarygodne! A te bzdury o obozach koncentracyjnych! Nikt u nas nie dawał temu wiary i nie tylko u nas. Spotykałem Amerykanów, którzy również twierdzili, że to komunistyczna propaganda. Nawet dziadek i tata podawali takie wiadomości w wątpliwość (...)” – napisał wiele lat później.
Stopniowo jednak poznawał prawdziwą historię II wojny światowej. Zdecydował się pozostać w Polsce. Musiał nauczyć się od początku języka polskiego i mimo początkowych trudności w asymilacji od 1956 rozpoczął studia na wydziale Handlu Zagranicznego SGPiS. Następnie studiował na Wydziale Prawa Uniwersytetu Warszawskiego oraz na Wydziale Germanistyki UW i UAM (studia doktoranckie). Był uczniem profesora Thomasa Höhlego oraz profesora Jana Chodery (doktorat).
Ożenił się z Polką, Jolantą Wrońską, z którą ma syna Alfreda. Z drugiego małżeństwa z Grażyną urodzili się córka Patrycja i syn Paweł.
Przez całe życie działał na rzecz zbudowania pomostu porozumienia pomiędzy Niemcami i Polakami.
Jego losy nie były typowe: ocenia się, że do Polski wróciło zaledwie 10% z ponad 200 tys. wywiezionych i zgermanizowanych przez nazistów polskich dzieci.

## Film
Historia życia Alojzego Twardeckiego stała się czterokrotnie tematem filmów dokumentalnych.
- W 1971 powstał film dokumentalny pt. „Człowiek o dwóch nazwiskach” w reżyserii Romana Wionczka[3].
- Film „Akcent” w reżyserii Roberta Stando zrealizowanego w 1985 przez wytwórnię Czołówka[4][5].
- Angielska stacja BBC nakręciła film pt. „The stolen child” w reżyserii Catrine Clay[6].
- Niemiecka telewizja BR Bayerischer Rundfunk nakręciła w 2006 roku dokumentalny obraz o Alojzym Twardeckim pt. „Pole und Deutscher” w reż. Eberharda Büssema[7].